# Heart Eyes
Heart Eyes is een Amerikaanse komische horrorfilm uit 2025 geregisseerd door Josh Ruben. De film ging op 7 februari 2025 in première.

## Verhaal
De film volgt het verhaal van de 'Heart Eyes'-moordenaar; ieder jaar rond Valentijnsdag stalkt hij romantische stelletjes om ze vervolgens te vermoorden. Op Valentijnsdag worden de twee collega's Ally en Jay door de moordenaar als stelletje aangezien. De twee moeten noodgedwongen samenwerken om te ontkomen van de moordenaar die een ravage aanricht om hen te vermoorden.

## Rolverdeling
| acteur           | personage       |
| ---------------- | --------------- |
| Olivia Holt      | Ally McCabe     |
| Mason Gooding    | Jay Simmons     |
| Gigi Zumbado     | Monica          |
| Michaela Watkins | Crystal Cane    |
| Devon Sawa       | Zeke Hobbs      |
| Jordana Brewster | Jeanine Shaw    |
| Yoson An         | David Shaw      |
| Bronwyn Bradley  | Fran            |
| James Gaylyn     | Richard Hartley |
| Lauren O'Hara    | Adeline Garrett |
| Ben Black        | Collin          |
| Chris Parker     | Tommy           |

## Achtergrond
De film werd geregisseerd door Josh Ruben, naar een scenario dat werd geschreven door Phillip Murphy, Christopher Landon en Michael Kennedy. De muziek van de film werd gecomponeerd door Jay Wadley. De opnames van de film gingen in juni 2024 van start in Nieuw-Zeeland. Hoofdrollen in de film waren weggelegd voor onder anderen Olivia Holt, Mason Gooding, Gigi Zumbado en Jordana Brewster.

## Release en ontvangst
Heart Eyes ging op 7 februari 2025 in de bioscopen première. Een maand later, op 4 maart 2025, werd de film online uitgebracht op verschillende video on demand diensten. De film werd door recensenten in het algemeen positief ontvangen. Op Rotten Tomatoes heeft de film een score van 81% op basis van 156 beoordelingen. Metacritic komt op een score van 61/100, gebaseerd op 28 beoordelingen.